# Indu Jain
Indu Jain (Faizabad, India; 8 de septiembre de 1936-Nueva Delhi, India; 13 de mayo de 2021) fue una empresaria y filántropa india que perteneció a la familia Sahu Jain y fue presidenta del grupo de medios más grande de la India, Bennett, Coleman & Co. Ltd., conocido popularmente como el Times Group. Este grupo es propietario del Times of India y de otros grandes periódicos.
Según las clasificaciones de Forbes 2015, Indu Jain tenía un patrimonio neto de $3,1 mil millones y ocupaba el puesto 57 entre las personas más ricas de la India y las 549 entre las personas más ricas del mundo.

## Carrera
Indu Jain fue presidenta de The Times Group y The Times Foundation, que ella fundó. La Fundación Times administra los Servicios Comunitarios, la Fundación de Investigación y el Fondo de Ayuda Times para casos de desastre como inundaciones, ciclones, terremotos y epidemias.
Indu Jain también fue presidenta fundadora del ala de Damas de FICCI (FLO) en marzo de 2017. También fue la presidenta de Bharatiya Jnanpith Trust, que otorga el prestigioso premio Jnanpith.

## Premios
Indu Jain recibió el Padma Bhushan por el gobierno de la India en enero de 2016.
En noviembre de 2019, el Instituto de Secretarios de Empresas de la India le otorgó el premio Lifetime Achievement Award por convertir en realidad la excelencia en el gobierno corporativo.

## Vida personal
Indu Jain estaba casada con Ashok Kumar Jain con quien tuvo dos hijos, Samir Jain, Vineet Jain y una hija. Su esposo murió el 4 de febrero de 1999 en Cleveland, Estados Unidos, a la edad de 65 años, luego de un trasplante de corazón el 10 de enero.
Falleció en Delhi debido a complicaciones derivadas de la infección por COVID-19.